# Chunggang
Chunggang là một kun, hay huyện, phía bắctỉnh Changan, Bắc Triều Tiên. Khu vực này trước đây thuộc huyện Huchang ở Ryanggang. Huyện lỵ ban đầu có tên Chunggangjin (중강진), nhưng ngày nay có tên là ŭp. Chunggang đối diện với Trung Quốc qua sông Áp Lục và giáp tỉnh Ryanggang về phía nam.
Khí hậu Chunggang mang tính lục địa, rất lạnh trong mùa Đông. Ngày 12 tháng 1 năm 1933, nhiệt độ xuống mức -43 °C ở Chunggangjin. Nhiệt độ trung bình tháng 1 là -19.5 °C, tháng 7 là 22,5 °C.
Người ta cho rằng một căn cứ tên lửa Taepodong đã được xây dựng ở Chunggang đầu thập niên 1990, mục tiêu các tên lửa nhắm tới Okinawa.